# Piercolias huanaco
Piercolias huanaco är en fjärilsart som först beskrevs av Otto Staudinger 1894.  Piercolias huanaco ingår i släktet Piercolias och familjen vitfjärilar. Inga underarter finns listade i Catalogue of Life.